# Jordan Walsh
Jordan Walsh (DeSoto, 3 marzo 2004) è un cestista statunitense, professionista nella NBA con i Boston Celtics.
Soffre di alopecia universalis, un raro tipo di alopecia areata che lo priva di capelli e peli su tutto il corpo. In passato anche Charlie Villanueva ha giocato nella lega e soffriva della medesima patologia.

## Carriera
Dopo aver trascorso una stagione con gli Arkansas Razorbacks, nel 2023 si dichiara per il Draft NBA, in cui viene selezionato con la trentottesima scelta assoluta dai Sacramento Kings e subito ceduto ai Boston Celtics.

## Statistiche

### College
| Anno      | Squadra         | PG | PT | MP   | TC%  | 3P%  | TL%  | RP  | AP  | PRP | SP  | PP  |
| --------- | --------------- | -- | -- | ---- | ---- | ---- | ---- | --- | --- | --- | --- | --- |
| 2022-2023 | Ark. Razorbacks | 36 | 22 | 24,4 | 43,3 | 27,8 | 71,2 | 3,9 | 0,9 | 1,1 | 0,5 | 7,1 |
| Carriera  | Carriera        | 36 | 22 | 24,4 | 43,3 | 27,8 | 71,2 | 3,9 | 0,9 | 1,1 | 0,5 | 7,1 |

### NBA

#### Regular Season
| Anno       | Squadra        | PG | PT | MP  | TC%  | 3P%  | TL%  | RP  | AP  | PRP | SP  | PP  |
| ---------- | -------------- | -- | -- | --- | ---- | ---- | ---- | --- | --- | --- | --- | --- |
| 2023-2024† | Boston Celtics | 9  | 1  | 9,2 | 40,0 | 22,2 | 50,0 | 2,2 | 0,6 | 0,6 | 0,1 | 1,7 |
| 2024-2025  | Boston Celtics | 52 | 1  | 7,8 | 36,1 | 27,3 | 58,3 | 1,3 | 0,4 | 0,2 | 0,2 | 1,6 |
| Carriera   | Carriera       | 61 | 2  | 8,0 | 36,7 | 26,6 | 57,1 | 1,5 | 0,4 | 0,3 | 0,2 | 1,6 |

#### Playoffs
| Anno     | Squadra        | PG | PT | MP  | TC%  | 3P% | TL% | RP  | AP  | PRP | SP  | PP  |
| -------- | -------------- | -- | -- | --- | ---- | --- | --- | --- | --- | --- | --- | --- |
| 2024†    | Boston Celtics | 3  | 0  | 3,7 | 33,3 | 0,0 | -   | 0,7 | 0,0 | 0,0 | 0,0 | 0,7 |
| 2025     | Boston Celtics | 5  | 0  | 3,0 | 0,0  | 0,0 | -   | 0,2 | 0,2 | 0,0 | 0,0 | 0,0 |
| Carriera | Carriera       | 8  | 0  | 3,3 | 25,0 | 0,0 | -   | 0,4 | 0,1 | 0,0 | 0,0 | 0,3 |

### G League
| Anno      | Squadra       | PG | PT | MP   | TC%  | 3P%  | TL%  | RP  | AP  | PRP | SP  | PP   |
| --------- | ------------- | -- | -- | ---- | ---- | ---- | ---- | --- | --- | --- | --- | ---- |
| 2023-2024 | Maine Celtics | 43 | 43 | 29,4 | 43,0 | 35,4 | 70,5 | 6,7 | 1,7 | 1,1 | 0,6 | 14,6 |
| 2024-2025 | Maine Celtics | 1  | 0  | 29,3 | 72,7 | 50,0 | 100  | 4,0 | 1,0 | 2,0 | 1,0 | 20,0 |
| Carriera  | Carriera      | 44 | 43 | 29,4 | 43,6 | 35,8 | 70,9 | 6,7 | 1,7 | 1,1 | 0,6 | 14,7 |

## Palmarès
- McDonald's All-American (2022)
- Campionato NBA: 1

Boston Celtics: 2024